# Sofia de Saxònia-Hildburghausen
Sofia de Saxònia-Hildburghausen (en alemany Ernestine Friederike Sophie von Sachsen-Hildburghausen) va néixer a Hildburghausen (Alemanya) el 22 de febrer de 1760 i va morir a Coburg) el 28 d'octubre de 1776. Era una noble alemanya filla del duc Ernest Frederic III de Saxònia-Hildburghausen (1727-1780) i d'Ernestina de Saxònia-Weimar-Eisenach (1740-1786).

## Matrimoni i fills
El 6 de març de 1776, es va casar a Hildburghausen amb Francesc I de Saxònia-Coburg-Saalfeld (1750-1806), fill del duc Ernest Frederic de Saxònia-Coburg-Saalfeld i de Sofia Antònia de Brunsvic-Wolfenbüttel. Sofia, però va morir poc després d'una grip en tornar del viatge de noces.